# Anthony Monn
 (mai 2011).
Si vous disposez d'ouvrages ou d'articles de référence ou si vous connaissez des sites web de qualité traitant du thème abordé ici, merci de compléter l'article en donnant les références utiles à sa vérifiabilité et en les liant à la section « Notes et références ».
Pour les articles homonymes, voir Monn.
Anthony Monn (ou Tony Monn, né le 17 mars 1944) est un chanteur, compositeur et producteur allemand.
Monn a commencé sa carrière en tant que chanteur de musique populaire schlager au début des années 1970. Parmi ses chansons les plus connues de cette période : Du Gehst Fort (1975), un duo avec la chanteuse et actrice Marion Maerz, Lucky (1978), et Johnny und Mary, une reprise germanophone du hit de Robert Palmer de 1981.
Anthony Monn est également le producteur des cinq premiers albums d'Amanda Lear, entre autres Sweet revenge, Never Trust a Pretty Face et Incognito.
En tant que compositeur, il a travaillé avec de nombreux artistes disco-pop, dont le groupe Fancy créé par le musicien et producteur britannique Mike Hurst.